# Gagrella auroscutata
Gagrella auroscutata is een hooiwagen uit de familie Sclerosomatidae.